# CBG Centrum voor familiegeschiedenis
Het CBG Centrum voor familiegeschiedenis (voorheen: Centraal Bureau voor Genealogie), afgekort CBG, is een Nederlandse instelling die in mei 1945 werd opgericht met als doel de vele genealogische verzamelingen die in Nederland sinds de negentiende eeuw waren aangelegd onder één dak samen te brengen. Politicus en bestuurder Eltjo van Beresteyn (1876-1948) was een van de oprichters.
Aanvankelijk was het CBG gevestigd in een statig pand aan de Nassaulaan in Den Haag. Later kreeg het een onderkomen in het complex bij het station Den Haag Centraal, waar onder meer ook het Nationaal Archief en de Koninklijke Bibliotheek werden gehuisvest.
Met steun van het Rijk en van particulieren verwerft het CBG verzamelingen en is het een kennis- en documentatiecentrum voor de genealogiebeoefening in Nederland. Behalve zijn eigen genealogische en heraldische verzamelingen beheert het CBG ook collecties van het Rijk, van het Koninklijk Nederlandsch Genootschap voor Geslacht- en Wapenkunde en andere instellingen. Een collectie die het CBG van het BNV heeft overgenomen, zijn de persoonskaarten en -lijsten, de opvolgers van het bevolkingsregister. Van nagenoeg alle personen die na 1938 zijn overleden, is een persoonskaart (of sinds 1994 een persoonslijst) opvraagbaar.
Een deel van het bronmateriaal van het CBG kan tegen betaling online worden ingezien.
Het CBG was tot 2014 de uitgever van de reeksen Nederland's Adelsboek en Nederland's Patriciaat, ook wel het 'rode boekje' respectievelijk 'blauwe boekje' genoemd, naar de kleur van de kaft. Deze verschenen jaarlijks. Met ingang van 1 januari 2016 zijn de rechten van deze uitgaven overgegaan naar twee nieuw opgerichte stichtingen, Stichting Uitgave Nederland's Adelsboek (SUNA) respectievelijk Stichting Het Blauwe Boekje. Als uitgever fungeert sindsdien Uitgeverij Verloren te Hilversum.
Het CBG werkte en werkt mee aan televisieprogramma's als Allemaal Familie, Spoorloos en Verborgen verleden.
In 2015 wijzigde het CBG zijn naam in CBG Centrum voor familiegeschiedenis.
De organisatie is ook de uitgever van het blad "Gen. Magazine voor familiegeschiedenis". Dit blad verschijnt viermaal per jaar en bevat nieuwsberichten, artikels en vaste columns van onder meer genetisch genealoog Maarten Larmuseau.